# Задньокілеватий вуж Андерсона
Задньокілеватий вуж Андерсона (Opisthotropis andersonii) — неотруйна змія з роду Задньокілеватий вуж родини Вужеві.

## Опис
Загальна довжина коливається від 30 до 50 см. Голова невелика. Тулуб стрункий. Ніздрі відкриваються на верху голови, що дозволяє змії дихати, практично повністю занурившись у воду. Забарвлення оливково-коричневого кольору, який поступово переходить у блідо-жовтий на черевній стороні.

## Спосіб життя
Полюбляє невеликі швидкі гірські річки, озера, болота. Зустрічаються на висоті 300 м над рівнем моря. У денний час ховається під каменями, вночі виходить на полювання. Харчується дощовими хробаками, прісноводними креветками, рибою, жабами.
Це яйцекладна змія. Самиця відкладає до 8 яєць. Молоді змійки з'являються довжиною близько 12 см.

## Розповсюдження
Мешкає на островах Лантау і Гонконг, у В'єтнамі.